# Stephanie Defina
Stephanie DeFina (New York, 8 marzo 1946) è un'ex tennista statunitense.
È conosciuta anche come Stephanie Johnson.

## Carriera
Nei tornei del Grande Slam ha ottenuto il suo miglior risultato raggiungendo i quarti di finale di doppio agli US Open nel 1970, in coppia con Kristien Shaw, e di doppio misto sempre agli US Open nel 1968, in coppia con Dick Dell.